# Lista de grandes salvamentos financeiros
Este anexo contém uma lista de salvamentos financeiros no mundo. Só em 2011 o BC americano emprestou 3,8 trilhões de dólares aos bancos estrangeiros.

## Salvamentos pelo governo americano

### Salvamento de governos e empresas árabes e/ou asiáticas
O banco central da Líbia recebeu em 2011 um empréstimo na base da Taxa de juro directora em 26 milhões de dólares do Fed segundo o então senador Bernie Sanders. O banco Arab Banking Corporation do Bahrein recebeu um empréstimo de 23 bilhões de dólares do Banco Central americano com a taxa de juros 1%. O BC dos Estados Unidos também emprestou 40 bilhões ao banco estatal sul-coreano Korea Development Bank e comprou 2,2 bilhões de dólares em ações da empresa. Dos 25 bilhões de dólares que o FED usou para salvar o JPMorgan Chase em 2008, 1 bilhão foi usado para ser emprestado na Índia e dos 45 bilhões que o Bank of America recebeu do resgate do governo americano, 7 bilhões foram para o mercado financeiro de Dubai e na China. O Citigroup deu 50 bilhões que recebeu da ajuda do bacen americano para depois emprestar 8 bilhões para uma empresa estatal dos Emirados Árabes Unidos. Desde os anos 30 os EUA são descritos como uma economia pró-fascismo.

### Salvamentos na Europa
O JP Morgan é um importante credor para governos europeus que recebem assistência econômica do BCE. O Fed deu ajuda financeira ao estado da Baviera em 2,2 bilhões de dólares. O governo americano também enviou dinheiro aos bancos Société Générale (da França), o Dexia (da Bélgica), o BNP Paribas (também da França), o Grupo Santander (da Espanha), o Barclays (da Inglaterra), o UBS AG (da Suiça), o Deutsche Bank (da Alemanha) e outros grandes bancos japoneses.

### Salvamento na América Latina
O governo americano, via BC, enviou 9,6 bilhões de dólares ao banco central do México. O Fed também concedeu empréstimos a mais de 100 fundos separados de hedge, fundos offshore, e outros fundos de investimento localizados nas Ilhas Cayman e outros paraísos fiscais via programa TALF.

## Salvamentos pelo governo brasileiro
O governo brasileiro também deu sua contribuição para expansão de bancos brasileiros no estrangeiro, injetando dinheiro. O Banco Pan também recebeu ajuda financeira do Estado.